# Pulsatilla integrifolia
Pulsatilla integrifolia är en ranunkelväxtart som först beskrevs av Kingo Miyabe och Tatewaki, och fick sitt nu gällande namn av Tatewaki, Amp; Okwi och Vorosh.. Pulsatilla integrifolia ingår i släktet pulsatillor, och familjen ranunkelväxter. Inga underarter finns listade i Catalogue of Life.